# Bataille de Campêche
Pour les articles homonymes, voir Bataille de Campêche (homonymie).
Rébellion du Yucatan
La Bataille navale de Campêche est livrée le 16 mai 1843 devant Campeche, Mexique, entre une flotte texano-yucatane et la marine mexicaine.
La république du Texas, présidée par Mirabeau B. Lamar, en conflit avec le Mexique, reçoit une demande d'assistance navale de la république du Yucatán, en rébellion depuis le début de l'année 1841 contre le gouvernement central de Mexico. Ses ports étant soumis à un étroit blocus par la marine gouvernementale, le Yucatán ne pouvait plus recevoir le moindre approvisionnement ce qui ne manquait pas d'avoir des répercussions fâcheuses sur le déroulement de son insurrection.
Le Yucatán avait aidé le Texas lors de sa guerre d'indépendance de 1835-1836, aussi sa requête, assortie il est vrai d'une contrepartie financière de 8 000 $ (de l'époque) par mois, est-elle acceptée le 18 septembre 1841 et la marine texane fut envoyée à Campêche, au secours des rebelles.
Devant le port, la marine mexicaine maintenait plusieurs unités, dont deux vapeurs : le Montezuma et le Guadalupe.
De leur côté les Texans opposent à ces navires la goélette Austin (capitaine Moore) et le brick Wharton (capitaine Lothrop), auxquels venait se rajouter la flottille yucatane commandée par un officier texan, le capitaine James D. Boylan, et composée de bateaux de pêche disparates transformés autant que faire se peut, en bateaux de guerre.
Les deux flottes s'affrontent en des escarmouches peu concluantes pendant plusieurs jours (notamment le 30 avril), mais le 16 mai, les deux vapeurs mexicains, assistés par le schooner Eagle passent résolument à l'attaque.
En dépit de l'avantage indéniable que leur procure leur mode de propulsion, les vapeurs mexicains sont mis en déroute par les voiliers adverses après un dur affrontement. Du côté texan, l'Austin est très endommagé, 3 de ses marins étant tués et 21 autres blessés alors que le Wharton perd deux hommes. Du côté mexicain, le Montezuma subit de grosses avaries et le Guadalupe est presque dématé. Selon un déserteur britannique qui servit à bord des bâtiments mexicains, ces derniers ont en outre d'importantes pertes humaines qu'il chiffre à 183 hommes. La flottille yucatáne n'intervint pas dans la bataille, les navires mexicains étant hors de la portée de son artillerie.
Nonobstant la défaite, le gouvernement mexicain fit frapper une médaille glorifiant en ces termes la bataille : "Le courage a vaincu l'escadre texane".